# Tetrops starkii
Tetrops starkii là một loài bọ cánh cứng trong họ Cerambycidae.